# Barbarano Romano
Barbarano Romano es una localidad y comuna italiana ubicada en la provincia de Viterbo, región de Lacio. Su población es de 1047 habitantes.

## Evolución demográfica
| Gráfica de evolución demográfica de Barbarano Romano entre 1861 y 2001 |
|                                                                        |
| Fuente ISTAT - elaboración gráfica de Wikipedia                        |